# Бакалавр делового администрирования
Бакалавр делового администрирования (англ. Bachelor of Business Administration, B.B.A.) — первая академическая степень, предназначенная для получения студентами широких знаний о функциональных аспектах компании и их взаимосвязи, позволяет специализироваться в области корпоративной экономики. Программа бакалавриата знакомит студентов с «базовыми» научными дисциплинами и позволяет им специализироваться в определенной академической области.
Степень бакалавра делового администрирования развивает практические, управленческие и коммуникативные навыки студента, их способность к принятию деловых решений и развитию личности, содействует личностному и профессиональному росту. Программа включает обучение и практический опыт в форме тематических проектов, презентаций, стажировок, производственных визитов на предприятия и взаимодействия с экспертами из различных отраслей.
Согласно общеобразовательным требованиям, особое внимание уделяется гуманитарным и общественным наукам (истории, философии, культуры речи, юриспруденции, экономике). Программа охватывает и математику, прикладную математику для бизнеса, финансовую математику, курсы статистики и эконометрики.